# Saint-Brieuc-de-Mauron
Saint-Brieuc-de-Mauron (Gallo Saent-Berióc-de-Mauron, bretonisch Sant-Brieg-Maoron) ist eine französische Gemeinde mit 294 Einwohnern (Stand 1. Januar 2022) im Département Morbihan in der Region Bretagne.

## Geografie
Saint-Brieuc-de-Mauron liegt rund 50 Kilometer westlich von Rennes im Nordosten des Départements Morbihan an der Grenze zum Département Côtes-d’Armor. Nachbargemeinden sind Illifaut im Nordosten, Mauron im Osten und Süden, Guilliers im Südwesten, Évriguet im Westen sowie Brignac im Nordwesten.

## Geschichte
Im Frühmittelalter wurde die Gegend durch Bretonen besiedelt und deren Umgangssprache Alltagssprache. Bei der Zweiten Rückzugswelle der Bretonischen Sprache im Spätmittelalter (zwischen 1200 und 1500) kam es zum Sprachwechsel hin zum Gallo. Dieser Dialekt des Französischen ist mittlerweile beinahe ausgestorben und die Bevölkerung spricht heute französisch.

## Bevölkerungsentwicklung
| Jahr                       | 1962 | 1968 | 1975 | 1982 | 1990 | 1999 | 2006 | 2012 | 2019 |
| Einwohner                  | 519  | 461  | 371  | 359  | 336  | 332  | 307  | 354  | 304  |
| Quellen: Cassini und INSEE |      |      |      |      |      |      |      |      |      |

## Sehenswürdigkeiten

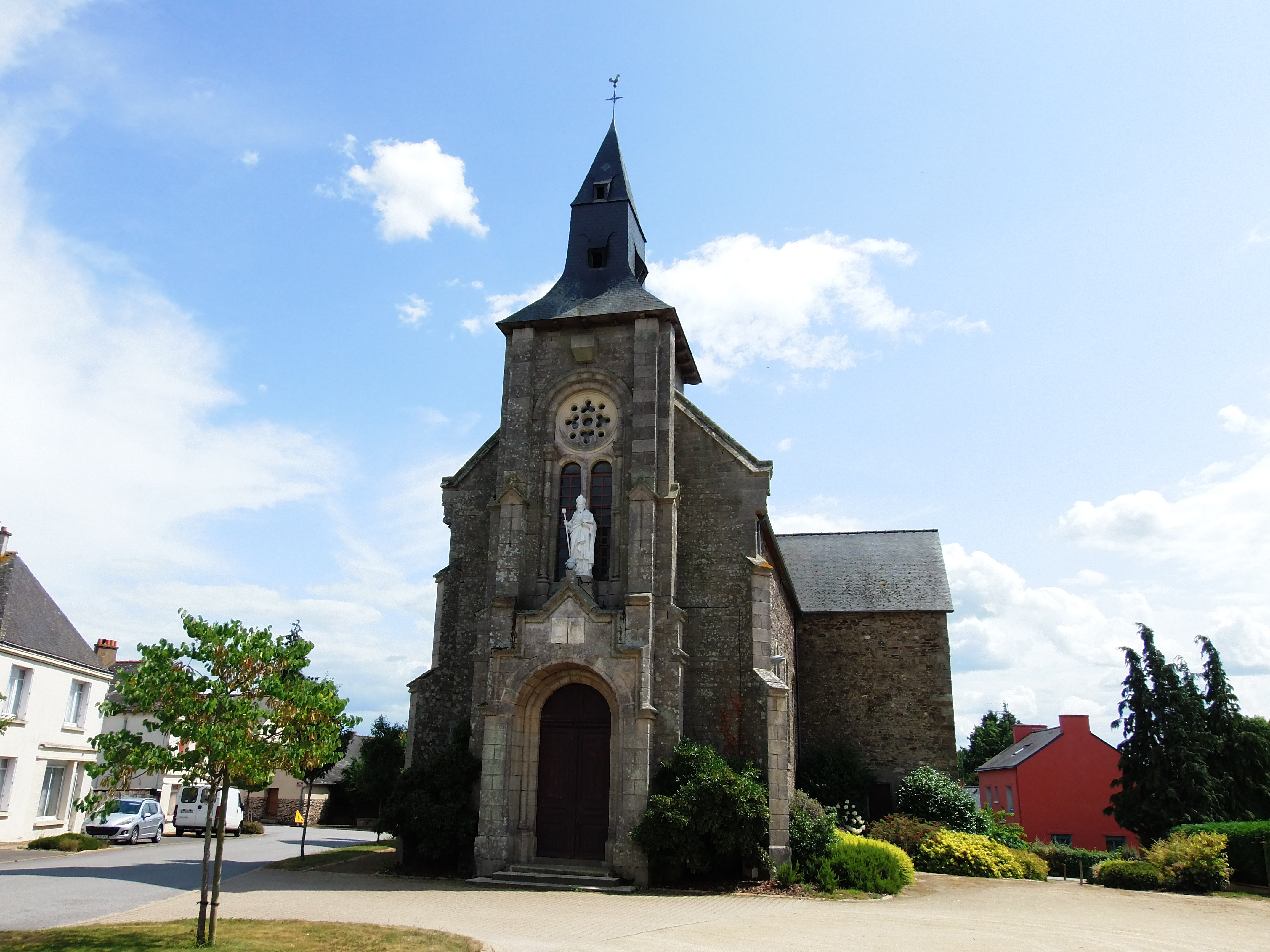
Kirche Saint-Brieuc

- Kirche Saint-Brieuc
- Kapelle Notre-Dame-de-Toute-Aide